# Stilesville
Stilesville est une municipalité située dans le comté de Hendricks, dans l’État de l'Indiana, aux États-Unis. Lors du recensement de 2020, elle comptait 269 habitants.